# Filmfestival van Sarajevo

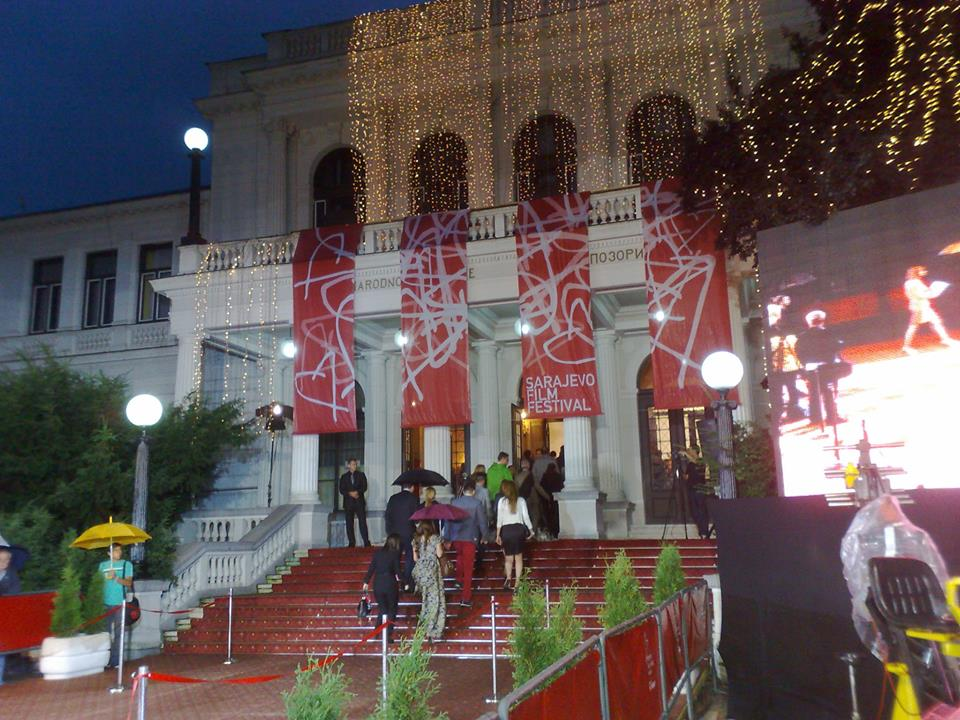
Filmfestival van Sarajevo 2014

Het filmfestival van Sarajevo of Sarajevo Film Festival is een internationaal filmfestival en het eerste filmfestival van de Balkan en wordt gehouden in Sarajevo.

## Geschiedenis
Het eerste festival werd van 25 oktober tot 5 november 1995 gehouden. Sarajevo werd toen nog belegerd, en het festival moest derhalve veel improviseren. Het festival was toen meer een vorm van verzet tegen de voortdurende oorlog, dan een serieus filmfestival. Er kwamen 15.000 mensen de vertoonde films bekijken. Daaronder bevonden zich ook enkele toeschouwers die vanuit het buitenland naar Sarajevo kwamen om het festival bij te wonen. Sindsdien werd het festival een jaarlijks terugkerend internationaal evenement.

## Prijzen
Sinds 2004 wordt de filmprijs het Hart van Sarajevo, uitgereikt in verschillende categorieën:
- Beste film
- Beste kortfilm
- Beste documentaire
- Beste actrice
- Beste acteur
- Ere-Hart van Sarajevo (sinds 2005)